# Nucellicola holmanae
Nucellicola holmanae – gatunek widłonoga z rodziny Chitonophilidae; jedyny przedstawiciel rodzaju Nucellicola. Występuje na wybrzeżu Wielkiej Brytanii od strony Morza Północnego. Jest pasożytem ślimaka morskiego Nucella lapillus.

## Systematyka
Gatunek i rodzaj opisał w 1996 roku zespół brytyjskich zoologów w składzie: E.J. Lamb, G.A. Boxshall, P.J. Mill i J. Grahame. Miejsce typowe to Robin Hood’s Bay w hrabstwie North Yorkshire. Autorzy zaproponowali jednocześnie utworzenie dla tych taksonów osobnej rodziny Nucellicolidae, jednak nie zostało to zaakceptowane i obecnie rodzaj i gatunek umieszczane są w rodzinie Chitonophilidae.